# Oenopota viridula
Oenopota viridula är en snäckart som först beskrevs av Møller 1842.  Oenopota viridula ingår i släktet Oenopota, och familjen Turridae. Arten har ej påträffats i Sverige.